# 地獄の招待状
『地獄の招待状』（じごくのしょうたいじょう）は、槇村ただしによる日本の漫画作品。『別冊コロコロコミック』（小学館）1982年3月1日号に掲載された。

## 概要
『別冊コロコロコミック』創成期における読み切りホラー漫画『怪奇恐怖劇場』シリーズの第2弾。第1弾『蛙少年 ガマのたたり』を描いたよしかわ進同様、ダイナミックプロ出身の作家である槇村ただしが手掛けている。
『月刊コロコロコミック』でも散発的に掲載されていたホラー漫画は、いずれも動物虐待が招いた祟りや都市伝説などに着想を得たものばかりだったが、本作は学校内でのいじめという身近な題材を生々しく描きつつ、それを巧妙にホラーへと昇華させたことで過去の作品群とは一線を画したものに仕上がっている。
2008年にコンビニコミックの『熱血!!コロコロ伝説』テーマ別アンソロジー第2弾「恐愕!!トラウマまんが傑作選」に収録された。

## あらすじ
ある日、牧村青年の元に小学校のクラス会への招待状が届いた。だが、それは牧村いわく「来るはずの無い通知」であった。牧村の脳裏に、小学校時代の忌まわしい記憶が蘇る。

## 登場人物
牧村（まきむら）
主人公。野呂以小学校第44期卒業生にあたり、本作は彼の回想録形式で進行する。
低学年時代にいじめを受けていた経験を持つ。それゆえ内木の境遇に同情を示し、6年A組で唯一、彼の味方となっていた。
一見、友達思いで正義感の強そうな少年に思えるが根は小心者であり、自身にもいじめの矛先が向けられそうな気配を感じた際には、保身のために内木を見捨ててしまった。その行為が、後に連鎖する惨劇のトリガーとなることになる。
内木（うちき）
野呂以小学校6年A組在籍の小学生。
いわゆるいじめられっ子であり、牧村を除く同級生全員から理不尽で陰惨ないじめを受けていた。
ある日、テストに使う鉛筆をへし折られ、それを「自分のヘマを他人のせいにした」と曲解した担任からの体罰を受けた挙句、味方と信じていた牧村からも裏切られたことで鬱積していた怒りが爆発。へし折られた鉛筆で自分の手の甲をメッタ刺しにし、その血で答案用紙に「みんなころしてやる」との呪詛の言葉を記す。
その日の放課後、内木は理科準備室で首吊り自殺を遂げ、彼の遺体は見回りに来た担任を巻き添えにする形で炎に焼き尽くされた。
蛭田（ひるた）
6年A組の番長格で、内木に対するいじめ行為の首謀者。
当人いわく、ストレス解消の一環として「モグラ叩き」代わりに内木への暴行を繰り返す。内木の死後も「腰抜けは死んだって腰抜けだ」と嘲笑していた。
高島（たかしま）
蛭田の子分。内木の鉛筆をへし折った張本人。
浜田（はまだ）
蛭田の子分。高島と共に率先して内木へのいじめを行なっていた。
6年A組担当教諭
本名不明。厳格にして冷徹な性格の持ち主。
クラス内における内木へのいじめ問題を把握してはいるものの、解決に向けた取り組みを行おうとする気配すら見せず、内木からのSOSも一蹴している。
テストの注意事項として、生徒たちに必ず鉛筆を削ってくるように指導し、それを試験開始前に細かくチェックするという奇妙な拘りを持っており、この約束事に反した者には体罰を下すことも辞さないなど、理不尽かつ意味不明な思考をしている。
内木の自殺遺体の第一発見者となるが、彼が仕掛けておいた「罠」に掛かり焼死する。

## 書誌情報
コンビニコミック
熱血!!コロコロ伝説テーマ別アンソロジー第2弾「恐愕!!トラウマまんが傑作選」（2008年7月23日発行）
ISBN 978-4-09-108835-2